# Thomas De Gendt
Thomas De Gendt (født 6. november 1986 i Sint-Niklaas) er en belgisk tidligere landevejscykelrytter, der senest kørte for Lotto Dstny. 
Han blev hentet til Vacansoleil-DCM for 2011-sæsonen på baggrund af stærke resultater og offensiv kørsel. Cykelfansene fik for alvor set den offensive og angrebsvillige De Gendt under 2011-udgaven af løbet Paris-Nice, hvor han fik sig en etapesejr på første etape.
Efter 3 sæsoner på Vacansoleil-DCM skiftede han til Omega Pharma-Quick Step, hvor han kørte en enkelt sæson. Siden da og frem til sit karrierestop kørte han på det belgiske hold Lotto Dstny.
De Gendt stoppede sin karriere efter 2024-sæsonen. Efter sin sidste sæson havde han kørt 16 sæsoner som professionel cykelrytter.

## Meritter
2008
GP Waregem (U23) (2008)
Etapsejr og samlet Le Triptyque des Monts et Châteaux (U23) (2008)
Etapsejr og ungdomstrøje Vuelta Ciclista a Navarra (2008)
2009
Bjergtrøje Bayern Rundt (2009)
Internationale Wielertrofee Jong Maar Moedig I.W.T. (2009)
4. etape i Tour de Wallonie (2009)
Bjergtrøje Tour of Britain (2009)
2011
1. etape i Paris-Nice (2011)
3. etape i Circuit de Lorraine Professionnel (2011)
7. etape i Tour de Suisse (2011)
2012
7. etape af Paris–Nice
3. sammenlagt i Giro d'Italia
20. etape i Giro d'italia 2012
3. Amstel Curaçao Race
2013
7. etape Volta a Catalunya
2015
1.  Bjergtrøjen i Paris–Nice
 Mest angrebsivrige rytter 13. etape Tour de France
2016
Tour de France
12. etape
Havde  bjergtrøjen efter 5–7 og 12–14. etape
 Mest angrebsivrige rytter i 5 & 12. etape
2017
- Bjergtrøjen i Tour Down Under
- 1. etape af  Critérium du Dauphiné

 Mest angrebsivrige rytter i 14. etape i Tour de France
2018
- 3. etape Catalonien Rundt
- 2. etape Romandiet Rundt

2019
- 8. etape Tour de France
- 1. etape Catalonien Rundt
  - Havde  førertrøje på 2.-4. etape

2021
- 7. etape Catalonien Rundt

2022
- 8. etape Giro d'Italia